# Miscanthus sinensis
Miscanthus sinensis é uma espécie de planta com flor pertencente à família Poaceae. 
A autoridade científica da espécie é Andersson, tendo sido publicada em Öfversigt af Förhandlingar: Kongl. Svenska Vetenskaps-Akademien 12: 166. 1855.

## Portugal
Trata-se de uma espécie presente no território português, nomeadamente no Arquipélago dos Açores.
Em termos de naturalidade é introduzida na região atrás indicada.

## Protecção
Não se encontra protegida por legislação portuguesa ou da Comunidade Europeia.